# The Final Cut
The Final Cut je dvanácté studiové album anglické skupiny Pink Floyd. Vydáno bylo v březnu 1983 (viz 1983 v hudbě) a v britském žebříčku prodejnosti hudebních alb se dostalo až na první příčku. Celé album je dílem baskytaristy a zpěváka skupiny Rogera Waterse, který tak potvrdil svoji dominanci v kapele.

## Popis alba a jeho historie
Původně bylo album The Final Cut chystáno částečně jako soundtrack k filmu Pink Floyd: The Wall, k čemuž ale nedošlo. Jedná se o protiválečné koncepční album silně ovlivněné válkou o Falklandy mezi Velkou Británií a Argentinou, která probíhala v době nahrávání alba.
The Final Cut je posledním albem Pink Floyd, na kterém vystupuje baskytarista, zpěvák a do té doby hlavní skladatel skupiny Roger Waters, který na albu zhudebnil svoje pocity. Během nahrávání se vztahy mezi ním a kytaristou Davidem Gilmourem silně zhoršily, což vedlo Waterse dva roky po vydání The Final Cut k odchodu ze skupiny. Autorsky je celé album dílem Rogera Waterse, který zde působí i jako téměř jediný zpěvák – Gilmour zde zpívá v jediné písni „Not Now John“. Na zadní straně přebalu je tato skutečnost zdůrazněna:
| „ | The Final Cut by Roger Waters, performed by Pink Floyd | “ |

(česky „The Final Cut od Rogera Waterse, nahráno Pink Floyd“). Je to jediná deska skupiny, na níž se nepodílel klávesista Rick Wright, jenž byl z kapely vyhozen po nahrávání alba The Wall a který se později vrátil při nahrávání A Momentary Lapse of Reason. Hudebně The Final Cut částečně navazuje na The Wall, vytratil se z něj typický „floydovský zvuk“, nejsou tu žádné delší instrumentální pasáže, minimum syntezátorů, naopak se tu vyskytuje symfonický orchestr. Hlavní důraz je kladen na text, hudbu (často s použitím akustické kytary) Waters chápal spíš jako podružnou.
Koncertní turné k tomuto albu se nikdy nekonalo a ani jednotlivé skladby z The Final Cut nebyly skupinou Pink Floyd nikdy hrány živě. Roger Waters však některé z nich hrál na svých sólových koncertech.
Některé ze skladeb na The Final Cut byly původně připravené pro třetí disk alba The Wall, jedná se o „Your Possible Pasts“, „One of the Few“, „The Hero's Return“ a „The Final Cut“.
V roce 1983 vyšlo na VHS 19minutové videoalbum The Final Cut.

## Vydávání alba a jeho umístění
Deska The Final Cut vyšla ve Spojeném království 21. března 1983 a stala se třetím albem Pink Floyd, které se v tamním žebříčku dostalo na první místo. V USA vyšlo 2. dubna téhož roku a umístilo se na šesté pozici.
Na CD vyšlo poprvé v roce 1986, v digitálně remasterované podobě v roce 1994. V roce 2004 vyšla reedice s novým remasteringem. Toto vydání se odlišuje mírnými změnami v délkách skladeb a především přidáním písně „When the Tigers Broke Free“, která pochází z filmu Pink Floyd: The Wall a která byla vydána v roce 1982 jako singl.

## Seznam skladeb
Všechny skladby napsal(i) Roger Waters. 
| Strana 1 | Strana 1            | Strana 1 |
| Pořadí   | Název               | Délka    |
| -------- | ------------------- | -------- |
| 1.       | The Post War Dream  | 3:02     |
| 2.       | Your Possible Pasts | 4:22     |
| 3.       | One of the Few      | 1:23     |
| 4.       | The Hero's Return   | 2:56     |
| 5.       | The Gunner's Dream  | 5:07     |
| 6.       | Paranoid Eyes       | 3:40     |

| Strana 2       | Strana 2                            | Strana 2 |
| Pořadí         | Název                               | Délka    |
| -------------- | ----------------------------------- | -------- |
| 1.             | Get Your Filthy Hands Off My Desert | 1:19     |
| 2.             | The Fletcher Memorial Home          | 4:11     |
| 3.             | Southampton Dock                    | 2:13     |
| 4.             | The Final Cut                       | 4:46     |
| 5.             | Not Now John                        | 5:01     |
| 6.             | Two Suns in the Sunset              | 5:14     |
| Celková délka: | Celková délka:                      | 43:27    |

| Reedice z roku 2004 | Reedice z roku 2004                 | Reedice z roku 2004 |
| Pořadí              | Název                               | Délka               |
| ------------------- | ----------------------------------- | ------------------- |
| 1.                  | The Post War Dream                  | 3:00                |
| 2.                  | Your Possible Pasts                 | 4:26                |
| 3.                  | One of the Few                      | 1:11                |
| 4.                  | When the Tigers Broke Free          | 3:16                |
| 5.                  | The Hero's Return                   | 2:43                |
| 6.                  | The Gunner's Dream                  | 5:18                |
| 7.                  | Paranoid Eyes                       | 3:41                |
| 8.                  | Get Your Filthy Hands Off My Desert | 1:17                |
| 9.                  | The Fletcher Memorial Home          | 4:12                |
| 10.                 | Southampton Dock                    | 2:10                |
| 11.                 | The Final Cut                       | 4:45                |
| 12.                 | Not Now John                        | 4:56                |
| 13.                 | Two Suns in the Sunset              | 5:23                |
| Celková délka:      | Celková délka:                      | 46:18               |

## Obsazení
- Pink Floyd:
  - David Gilmour – kytary, zpěv ve skladbě „Not Now John“
  - Roger Waters – baskytara, akustická kytara, syntezátory, zvukové efekty, zpěv
  - Nick Mason – bicí, perkuse, zvukové efekty
- Michael Kamen – piano, harmonium, orchestrální aranžmá a dirigent orchestru
- Andy Bown – Hammondovy varhany
- Raphael Ravenscroft – tenorsaxofon
- Andy Newmark – bicí ve skladbě „Two Suns in the Sunset“
- Ray Cooper – perkuse
- National Philharmonic Orchestra – symfonický orchestr

### Technická podpora
- Doug Sax – mastering, remastering reedicí v letech 1994 a 1997
- James Guthrie – zvukový inženýr, remastering
- Andrew Jackson – zvukový inženýr
- Willie Christie – fotografie